# Tjóðveldi
Tjóðveldi (Ordagrant "Republik" eller "Folkstyre"; tidigare Tjóðveldisflokkurin, "Folkstyrepartiet") är ett vänsterparti på Färöarna som verkar för en självständig färöisk republik.
Partiet bildades 1948 i protest mot att folkomröstningsresultatet från 1946 om självständighet från Danmark inte efterlevdes. Tjóðveldisflokkurin har varit representerat i lagtinget sedan 1950, för närvarande med åtta mandat.
År 1998 efterträdde Høgni Hoydal Heini O Heinesen som partiledare. I folketingsvalet den 13 november 2007 valdes han in i det danska Folketinget.
I lagtingsvalet 2004 fick partiet 21,7 procent av rösterna, i valet 2008 23,3 procent och fick 23,3 procent. Följande åtta partimedlemmar valdes in i lagtinget 2008:
- Høgni Hoydal
- Annita á Fríðriksmørk
- Bjørt Samuelsen
- Bergtóra Høgnadóttir Joensen
- Heini O Heinesen
- Sjúrður Skaale
- Torbjørn Jacobsen
- Hergeir Nielsen